# ANSO

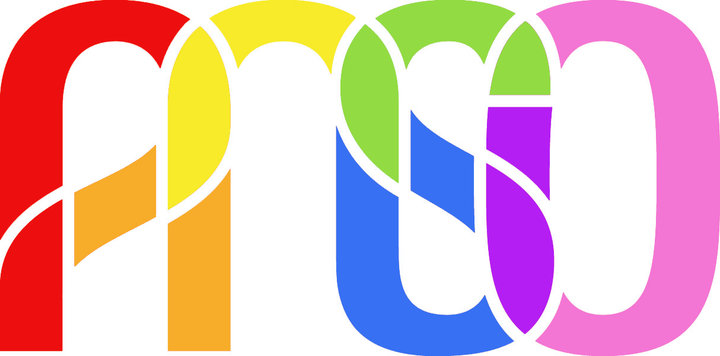
Logo ANSO

ANSO (Association of Nordic and Pol-Balt Lesbian, Gay, Bisexual, Transgender and Queer Student Organizations) – stowarzyszenie organizacji studenckich LGBTQ krajów skandynawskich, bałtyckich oraz Polski. Głównymi zadaniami ANSO jest walka z dyskryminacją opartą na homo- i transfobii na uczelniach wyższych, a celem jest zwiększenie jakości wyższej edukacji przez zwalczanie heteronormatywności. Stara się wspierać lokalne organizacje studenckie, aby były bezpieczną przestrzenią dla osób nieheteronormatywnych oraz by odgrywały istotną rolę w środowisku uniwersyteckim. Stowarzyszenie stara się wypracowywać współpracę między organizacjami z różnych krajów i walczy o prawa osób LGBTQ. ANSO należy do IGLYO (2006), ILGA (2007), ESU (European Students Union) (2009) i TGEU (Transgender Europe) (2011).

## Historia
Początkowo ANSO miała swoją siedzibę na Wyspach Owczych. Od 2006 jest zarejestrowane jako duńska organizacja. W 2005 to właśnie ANSO zorganizowała pierwszą paradę LGBT na Wyspach Owczych. Aktywnie włącza się również w organizację Baltic Pride.
Do 2009 roku nosiła nazwę Association of Nordic LGBT Student Organizations, ale podczas walnego zgromadzenia członkowie uznali, że po włączeniu organizacji z regionów Bałtyckich i Polski należy zmienić nazwę, by odzwierciedlała stan faktyczny krajów tworzących stowarzyszenie.

## Projekty

### Projekty stałe
- ansoD – baza danych zbierająca prace magisterskie o tematyce LGBTQ[2]
- the Queer Survival Kit – zestaw narzędzi, które kwestionują heteronormatywność oraz wspierają rozwój organizacji LGBTQ

### 2013
- Warsztaty: „Combating Hate Speech Online” – Warszawa, Polska, styczeń.
- Sesja naukowa: „TransForming Universities: Inclusion in Higher Education” – Strasburg, Francja, luty. We współpracy z the Council of Europe’s European Youth Centre w Strasbourgu.

### 2012
- Konferencja: „The Queer Angle: A Look at the Queer Society” – Reykjavík, Islandia, sierpień. Wsparcie ze strony Youth in Action Programme (Islandia).

### 2011
- Konferencja: „Loud and Visible: Queering Up the Media” – Sztokholm, Szwecja, październik. Wsparcie ze strony Youth in Action Programme (Szwecja).

### 2010
- Sesja naukowa: „Gender Queer University: Questioning Norms in Higher Education” – Strasburg, Francja, styczeń. We współpracy z the Council of Europe’s European Youth Centre w Strasbourgu.
- Konferencja: „School of Diversity” – Kopenhaga, Dania, lipiec.

### 2009
- Sesja naukowa: „Loosening the Grip of Heteronormativity: How Students Can Make a Change” – Strasburg, Francja, styczeń. We współpracy z the Council of Europe’s European Youth Centre w Strasbourgu.
- Konferencja: „Genderbending our Utopia” – Sztokholm, Szwecja, sierpień. Wsparcie ze strony Youth in Action Programme (Szwecja).
- Warsztaty: „Building Organizational Muscles” – Wilno, Litwa, listopad.

### 2008
- Konferencja: „A Queer Wonderland” – Reykjavík, Islandia, sierpień. Wsparcie ze strony Youth in Action Programme (Islandia).
- Projekt: „Students for transgender inclusion”. Wsparcie ze strony Youth in Action Programme (Dania) i NORDBUK. Odbyła się również konferencja w Aarhus w Danii w maju.
- Sesja naukowa: „Beyond Norms: On Equality in Higher Education” – Budapeszt, Węgry, kwiecień. We współpracy z the Council of Europe’s European Youth Centre (Radą Europy Europejskiego Centrum Młodzieży) w Budapeszcie.

### 2007
- Faroe Pride (Parada Wysp Owczych) – Thorshavn, Wyspy Owcze, sierpień. Wsparcie ze strony Youth in Action Programme i NORDBUK. Była to część projektu: „Nordic Diversity – Are we all equally equal?”
- Konferencja: „A Queer Perspective on European Students” – Sztokholm, Szwecja, lipiec. Wsparcie ze strony Youth in Action Programme (Szwecja).
- Konferencja: „Best practices” – Bergen, Norwegia, luty. Wsparcie ze strony NORDBUK. Część projektu: „Nordic Diversity – Are we all equally equal?”

### 2006
- Konferencja: „Sexual and gender minorities: Services, subcultures, community, networking and happiness” – Turku, Finlandia, sierpień. Wsparcie ze strony Youth in Action Programme (Finlandia).
- Konferencja: „Promoting LGBT research within the Nordic region”. Oslo, Norwegia, luty. Wsparcie ze strony Nordic Youth Comittee.

### 2005
- Faroe Pride (Parada Wysp Owczych) – Thorshavn, Wyspy Owcze, sierpień. Parada odbyła się tam po raz pierwszy.

### 2004
- Powstanie ANSO.
- Spotkanie: Store Heddinge, Dania.
- Spotkanie: Reykjavík, Islandia, styczeń.

## Happeningi
Stowarzyszenie znane jest z organizacji szeregu happeningów i organizowania wieców i manifestacji o charakterze politycznym. Z głośniejszych były m.in.:
- akcja Studenckie całowanie przeciwko litewskiej homofobii[3] – grupa działaczy ANSO oraz innych organizacji LGBTQ całowało się przed Parlamentem Litewskim 26 listopada 2009, by wyrazić swój sprzeciw dotyczący ustawy o ochronie nieletnich przed szkodliwym wpływem informacji dostępnych publicznie;
- akcja Świeczki przed ambasadą Litewską[4]; lipiec 2009
- akcja Zakończmy państwową homofobię na Litwie![5]; 17.05.2009 (IDAHO)

## Organizacje członkowskie
ANSO ma 13 członków (w nawiasie rok przystąpienia):
- Dania:

Blus – Bøsse/Lesbiske Studerende – Kopenhaga –  (2004)
- Estonia

EGN – Eesti Gei Noored – Tallinn –  (2009)
- Finlandia

Homoglobiini – Turku, Finland –  (2004)
Telehpy – Helsinki, Finland –  (2008)
OVI ry – Helsinki, Finland (2010)
- Islandia

Q – Queer – Reykjavík –  (2004) {pod nazwą FSS}
- Litwa

TYA – Wilno – TYA (2008)
LGL – Wilno – LGL /  (2007)
- Norwegia

Skeive Studenter – Bergen –  (2004)
Skeivt Forum – Oslo – Skeivt Forum (2004)
- Polska

KPH – Kampania Przeciw Homofobii – Warszawa –  (2007)
Trans-Fuzja – Warszawa  (2010)
- Szwecja

SFQ – Sztokholm – SFQ (2004)

### Władze ANSO
| Kadencja    | Prezes                  | Wiceprezes                      | Sekretarz           | Skarbnik             |
| 2012 – 2013 | Pat Kulka               | Guðmundur Guðmundsson           | Vyacheslav Melnyk   | Agata Chaber         |
| 2011 – 2012 | Pat Kulka               | Irina Dimitriade                | Gisela Janis        | Micah Grzywnowicz    |
| 2010 – 2011 | Micah Grzywnowicz       | Fej Ganebo Skantz               | Irina Dimitriade    | Pat Kulka            |
| 2009 – 2010 | Micah Grzywnowicz       | Ann Kristin Fagerlund           | Arnt V. Arntsen     | Pat Kulka            |
| 2008 – 2009 | Micah Grzywnowicz       | Ann Kristin Fagerlund           | Arnt V. Arntsen     | Lorenzo Rassmusen    |
| 2007 – 2008 | Ásta Ósk Hlöðversdóttir | Jonna Asplund; Jørgen Bollingmo | Auður Hlldórsdóttir | Monika Grzywnowicz   |
| 2006 – 2007 | Ásta Ósk Hlöðversdóttir | Jonna Asplund                   | brak danych         | Auður Halldórsdóttir |
| do 2006     | Ásta Ósk Hlöðversdóttir | Manijeh Elsa Modi               | brak danych         | Maren F. Granlien    |